# Örskär
Örskär este o arie protejată (arie specială de conservare — SAC, sit de importanță comunitară — SCI) din Suedia întinsă pe o suprafață de 474,6 ha, integral pe uscat.

## Localizare
Centrul sitului Örskär este situat la coordonatele 60°31′18″N 18°24′05″E / 60.5217°N 18.4014°E.

## Înființare
Situl Örskär a fost declarat sit de importanță comunitară în ianuarie 1997 pentru a proteja 1 specie de animale. Situl a fost protejat și ca arie specială de conservare în martie 2011.

## Biodiversitate
Situată în ecoregiunile boreală și marină baltică, aria protejată conține 17 habitate naturale: Insulițe și insule mici din Baltica boreală, Golfuri mici largi și golfuri puțin adânci, Vegetație perenă pe țărmurile stâncoase, Ape puternic oligomezotrofe cu vegetație bentonică cu Chara spp., Mlaștini alcaline, Roci stâncoase cu vegetație pionieră de Sedo-Scleranthion sau Sedo albi-Veronicion dillenii, Pante stâncoase silicioase cu vegetație casmofită, Pășuni de coastă din Baltica boreală, Pajiști uscate seminaturale și facies de acoperire cu tufișuri pe substraturi calcaroase (Festuco-Brometalia) (* situri importante pentru orhidee), Taiga vestică, Pajiști cu Molinia pe soluri calcaroase, turboase sau argilos-nămoloase (Molinion caeruleae), Păduri fino-scandinave bogate în ierburi cu Picea abies, Mlaștini turboase de tranziție și turbării mișcătoare, Pajiști din zone de pădure fino-scandinave, Mlaștini împădurite, Lagune de coastă, Terase mlăștinoase și terase nisipoase neacoperite de apă la reflux.
La baza desemnării sitului se află o specie protejată de  amfibieni: triton cu creastă (Triturus cristatus).